# مقاطعة كوهمانتشي (كانساس)
مقاطعة كومانش (بالإنجليزية: Comanche County)‏ هي إحدى المقاطعات في ولاية كانساس، الولايات المتحدة الأمريكية.